# Kopytko (Pogórze Wielickie)
Kopytko – piaskowcowa wychodnia, znajdująca się w gminie Siepraw, w miejscowości Siepraw. Tworzy tzw. ambonę stokową. Ma około 3 metrów wysokości i 20 metrów szerokości.  Zbudowana jest z twardego piaskowca istebniańskiego.

## Legendy
Ze skałą Kopytko i wgłębieniem przypominającym kopyto związane są dwie legendy, popularne wśród miejscowej ludności. Według pierwszej, koń królowej Jadwigi Andegaweńskiej podczas podróży na Węgry i przerwy w okolicach Sieprawia, swoim kopytem zrobił ślad na skale, pozostający do dziś. Według drugiej, święty Stanisław ze Szczepanowa chciał ukrócić spór mieszkańców Świątnik Górnych i Sieprawia o granicę. Według legendy przyszły święty przybył na skałę, a jego koń zrobił owo wgłębienie, które stanowić miało granicę między tymi dwoma miejscowościami.